# Muối chua

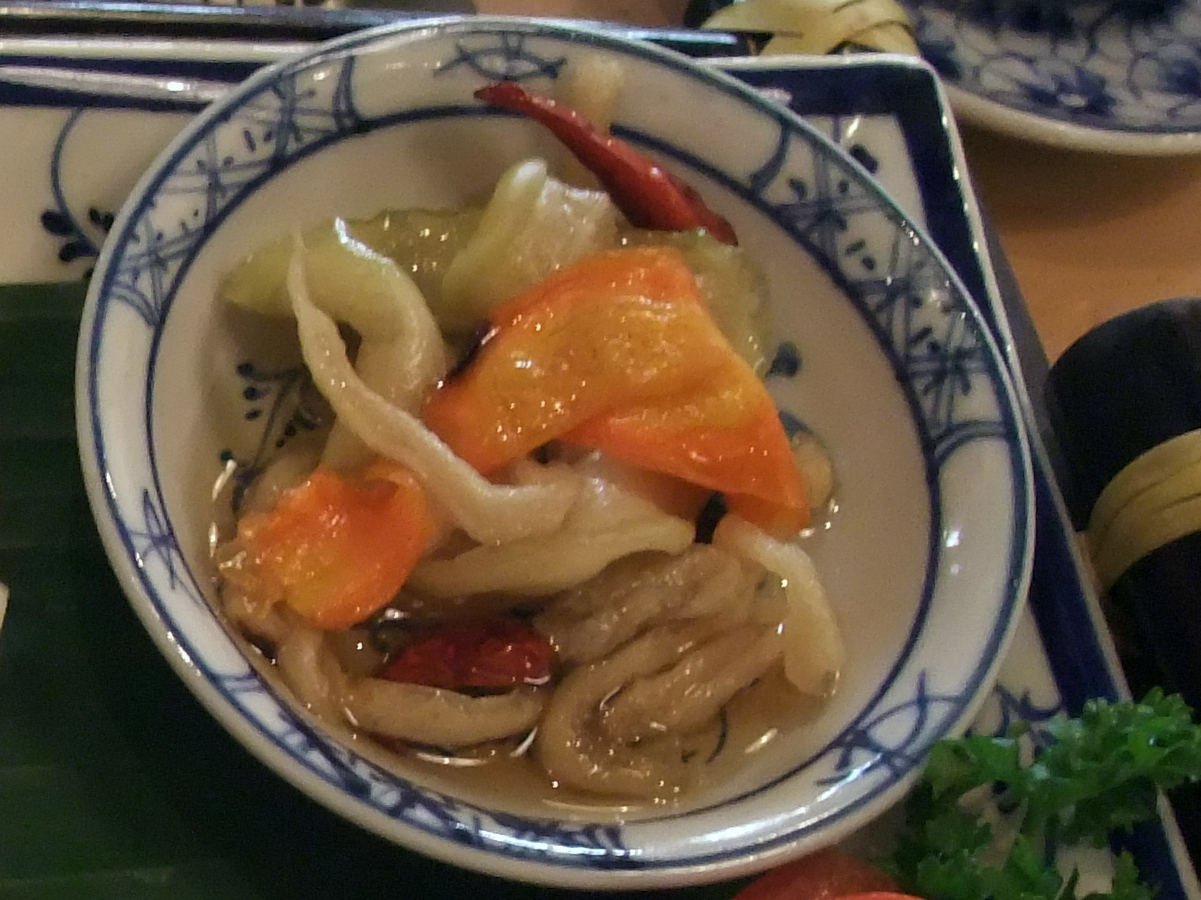
Một đĩa dưa góp

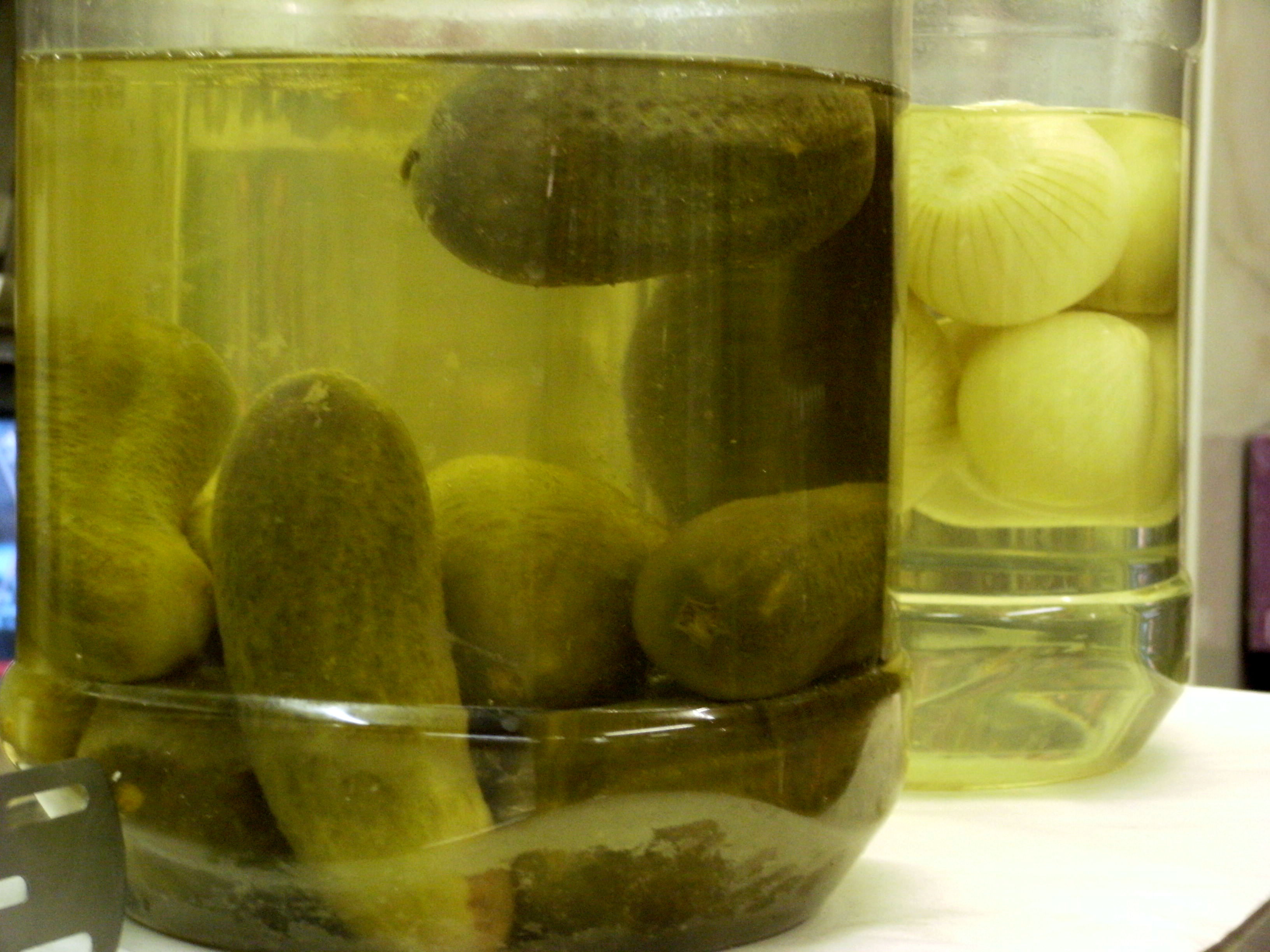
Một hũ dưa chuột muối (trước) và một hũ hành muối (sau)

Muối chua là quy trình bảo quản hay kéo dài thời gian sử dụng của thực phẩm bằng cách lên men yếm khí trong nước muối hoặc trong dấm. Muối chua thường sẽ ảnh hưởng đến kết cấu và hương vị của thực phẩm. Sản phẩm cuối cùng sẽ được gọi là dưa, hoặc để phân biệt rõ hơn thì thêm từ muối hay muối chua sau tên loại thực phẩm được sử dụng. Thực phẩm được muối chua có thể kể đến rau, hoa quả, thịt, cá, sữa và trứng.
Một đặc điểm của việc muối chua đó là độ pH ở mức 4,6 hoặc thấp hơn, nên vô cùng hiệu quả trong việc tiêu diệt các loại vi khuẩn. Muối chua có thể bảo quản thực phẩm dễ hỏng trong vòng vài tháng. Các loại rau thơm và gia vị kháng vi sinh vật, như hạt mù tạc, tỏi, quế hay đinh hương thường được thêm vào. Nếu thực phẩm có độ ẩm cao, có thể làm ra nước muối chua đơn giản bằng cách thêm muối khô. Ví dụ, sauerkraut và kimchi được làm ra bằng cách sát muối rau để hút nước ra ngoài. Việc lên men tự nhiên ở nhiệt độ phòng, bằng vi khuẩn acid lactic, sẽ tạo ra độ chua cần thiết. Một số kiểu muối chua khác đó là ngâm rau củ trong dấm. Như quá trình đóng hộp, muối chua (bao gồm cả lên men) không yêu cầu thực phẩm phải được tiệt trùng trước khi đóng. Tính acid hay mặn của dung dịch, nhiệt độ lên men, và sự có mặt của khí oxi sẽ xác định loại vi sinh vật nào sẽ sinh sôi, từ đó quyết định hương vị của sản phẩm cuối cùng.
Khi nồng độ muối và nhiệt độ thấp, Leuconostoc mesenteroides sẽ sinh sôi, tạo ra hỗn hợp các acid, cồn, và các hợp chất mùi hương. Ở nhiệt độ cao hơn, Lactobacillus plantarum sẽ sinh sôi, chủ yếu tạo ra acid lactic. Nhiều thực phẩm muối chua bắt đầu với Leuconostoc, và sau đó chuyển thành Lactobacillus với tính acid lớn hơn.
Những yếu tố địa lý và văn hóa, như xứ nhiệt đới nóng ẩm, đã tạo nên nền ẩm thực đặc trưng của cộng đồng người Việt trên đất nước Việt Nam ưa thích những món ăn chua, mát ít nhiều có tác dụng giải nhiệt, trong đó có những món như dưa muối hay canh chua. Có hàng trăm kiểu loại dưa muối chua, tùy thuộc nguyên liệu chính và cách chế biến, nhưng xét về phương thức muối, dưa muối thường được làm theo hai dạng chính là dưa muối xổi (dưa góp) thời gian ngắn, tương đối ít chua thậm chí vẫn còn cay, hăng, thường được sử dụng ngay trong ngày; và loại dưa muối mặn (dưa ghém hay dưa muối nén) có thời gian muối lâu hơn và sử dụng dài hạn hơn.

## Nguyên liệu
- Nguyên liệu chính là các loại rau củ quả: rau cải bẹ, cải thảo, lá và củ của cải củ, su hào, cà rốt, đu đủ xanh, quả sung, cà bát, cà tím, cà pháo, hành củ, củ kiệu, dọc mùng, ngó sen, bông súng, súp lơ, bông điên điển, dưa chuột, dưa gang, dưa hồng, giá đỗ, hành tây, tỏi tây, rau cần nước, rau muống, măng, ớt ngọt v.v.
- Muối ăn, đường, dấm thanh (có thể không cần).
- Các loại rau gia vị khác: tùy theo loại nguyên liệu chính là gì người nội trợ có thể phối trộn với hành hoa, hẹ xắt khúc, rau răm xắt nhỏ, gừng, riềng thái lát mỏng hoặc thái chỉ, tỏi, ớt đập dập hoặc thái vát v.v.

## Cách làm

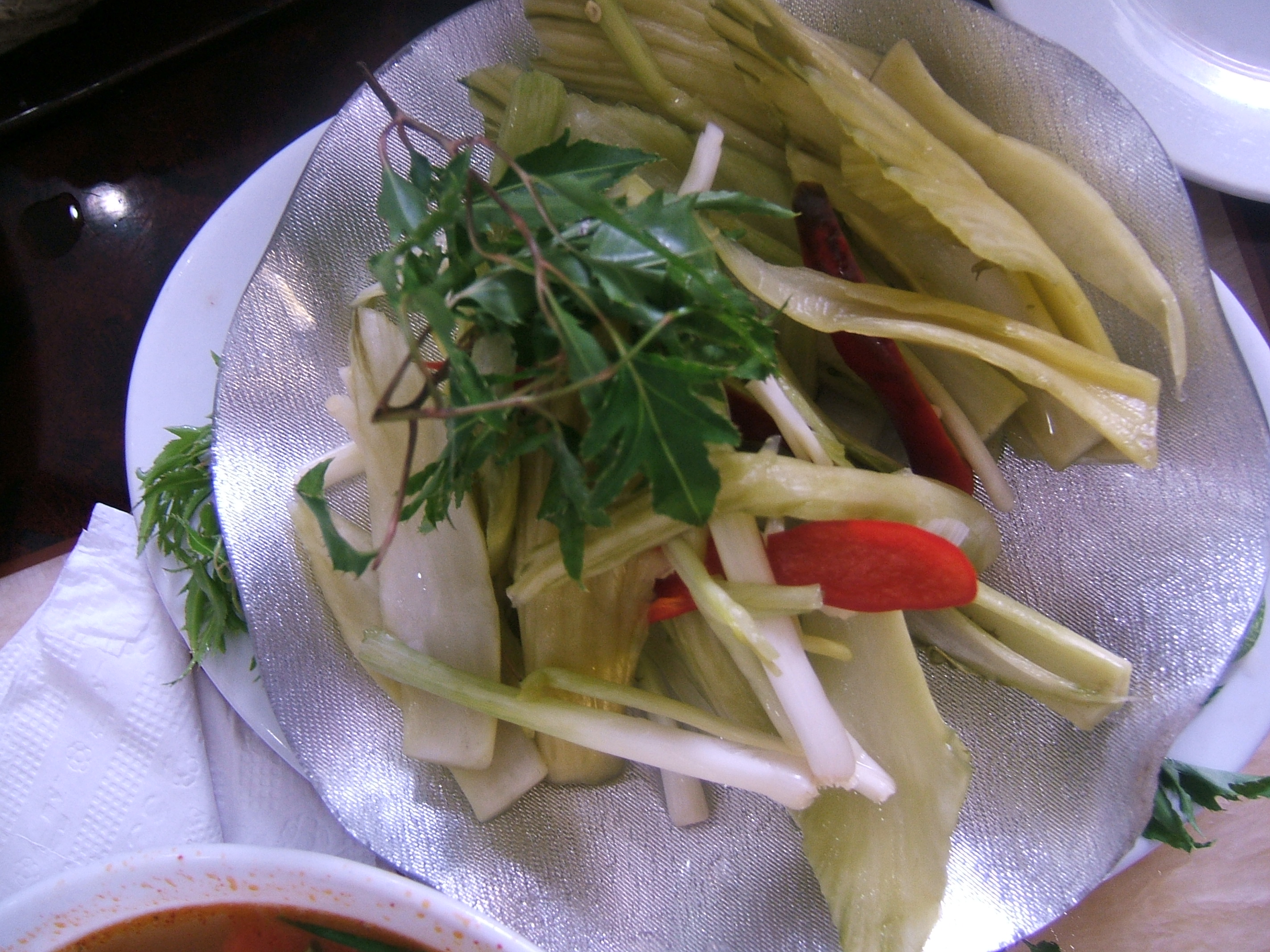
Một đĩa dưa muối chua bao gồm bẹ cải, ớt, cọng hành bày trên bàn ăn

Dưa muối sử dụng rất đa dạng các loại rau, củ, quả được trồng hoặc mọc hoang dại, phối trộn với muối theo một tỉ lệ nhất định theo kinh nghiệm của người ẩm thực không quá mặn (khiến dưa bị khú hỏng, không chua), cũng không quá nhạt (khiến sản phẩm bị chua quá nhanh và chóng hỏng). Tùy theo nguyên liệu và cách chế biến, có thể có nhiều cách làm sản phẩm dưa chua khác nhau nhưng thường tập trung thành hai dạng: dưa muối xổi và dưa muối chua

### Dưa muối xổi
Dưa muối xổi còn gọi là dưa góp, thường được làm ăn ngay trong ngày, sử dụng một lượng đường, muối tương đối vừa phải, không quá mặn và có thể kết hợp với một ít dấm thanh hoặc nước cốt chanh để tạo chua. Dưa muối xổi thường sử dụng các loại rau, củ, quả có thể muối xổi (ngoại trừ một số loại không thể muối xổi như hành củ, củ kiệu) như cà pháo, cà tím, rau cải thảo, xu hào, cà rốt, đu đủ xanh, súp lơ v.v. Các nguyên liệu thường được thái thật mỏng để ngấm đều gia vị trong một thời gian ngắn và muối, đường thường được pha với nước để ngâm nguyên liệu.

### Dưa chua

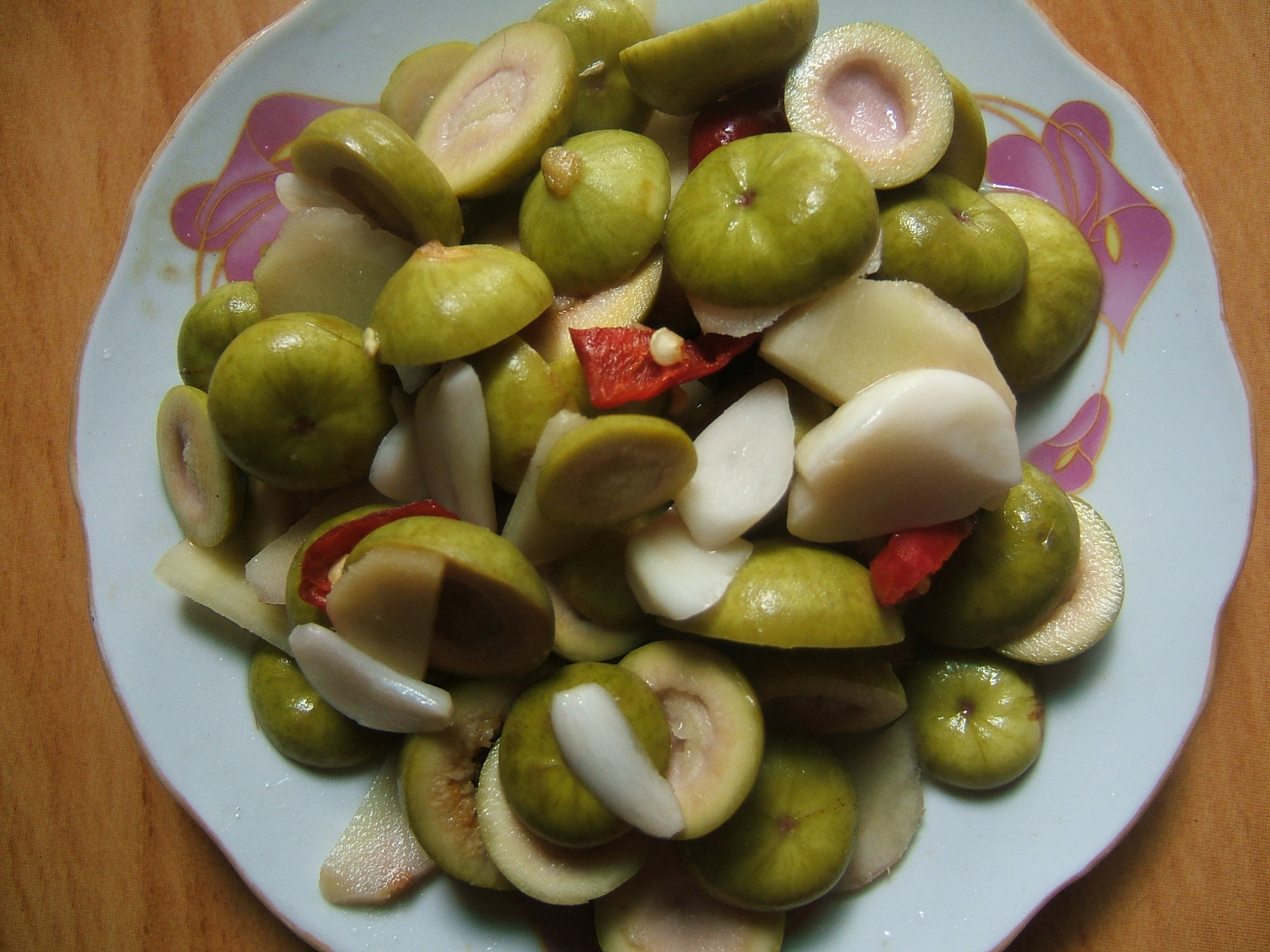
Một đĩa dưa muối bằng quả sung non với ớt, riềng và tỏi

Dưa muối chua còn gọi là dưa muối nén hay dưa ghém, thường gia tăng độ mặn của nguyên liệu hơn dưa muối xổi, có thể phối trộn với một ít đường để chóng lên men chua và nước đổ cho ngập dưa nên là nước vẫn còn ấm. Tùy theo ý định bảo quản thời gian lâu đến mức độ nào, người nội trợ tăng thêm mặn và thái dày, to bản nguyên liệu hơn để nguyên liệu không bị quá chua trong thời gian tương đối dài và không bị chóng hỏng.
Cũng thường thấy loại dưa muối nén không thái, cắt nguyên liệu như xu hào, cải củ để nguyên củ, cải bẹ để nguyên cây, loại dưa này có thể bảo quản và sử dụng hàng tháng. Các nguyên liệu chính để muối dưa, đặc biệt là các loại rau, thường được phơi trong bóng râm cho hơi héo, bớt nước sẽ khiến dưa giòn, ngon và có màu vàng đẹp hơn. Thường thường dạng dưa muối chua này có thể dùng nước muối pha mặn hoặc xếp một lớp nguyên liệu lại rải một lớp mỏng muối hạt. Nén thật chặt bằng các vật nặng (ở thôn quê thường sử dụng một cục đá, sỏi tròn nhẵn khá nặng để nén dưa) và đậy không quá kín.

## Sử dụng
Dưa muối chua có thể được ăn như một trong những món rau trên mâm cơm thường nhật. Ngoài ra, nhiều loại dưa chua được sử dụng ăn kèm với một món ăn khác hoặc sử dụng trong những ngày lễ đặc biệt: tết nguyên đán thường có dưa hành củ; các loại cà rốt, xu hào tỉa hoa muối xổi. Cà pháo muối chua ăn kèm với canh riêu cua, canh rau ngót hay rau muống luộc chấm tương. Dưa kiệu ăn với thịt quay. Dưa sung ăn với ốc luộc. Xu hào, đu đủ xắt lát thật nhỏ trộn chua là thành phần không thể thiếu của món bún chả Hà Nội. Bông điên điển muối chua nấu canh cá lóc, dưa chua cải bẹ hầm thịt bò v.v.
Khi một số loại dưa muối bị chớm hỏng, đóng váng trắng trên bề mặt nước dưa, cần hớt bỏ đi để tránh dưa bị khú, hỏng. Một số loại dưa muối để quá lâu nên rất chua, thường người sử dụng có thể rửa sạch và trộn với một ít đường, tỏi, ớt để giảm độ chua khi ăn, hoặc sử dụng để làm món cơm rang thập cẩm, món dưa muối kho tương, nấu canh chua với rau thì là và một số loại cá, đặc biệt là kho với cá trê ăn rất ngon.

## Biến tấu

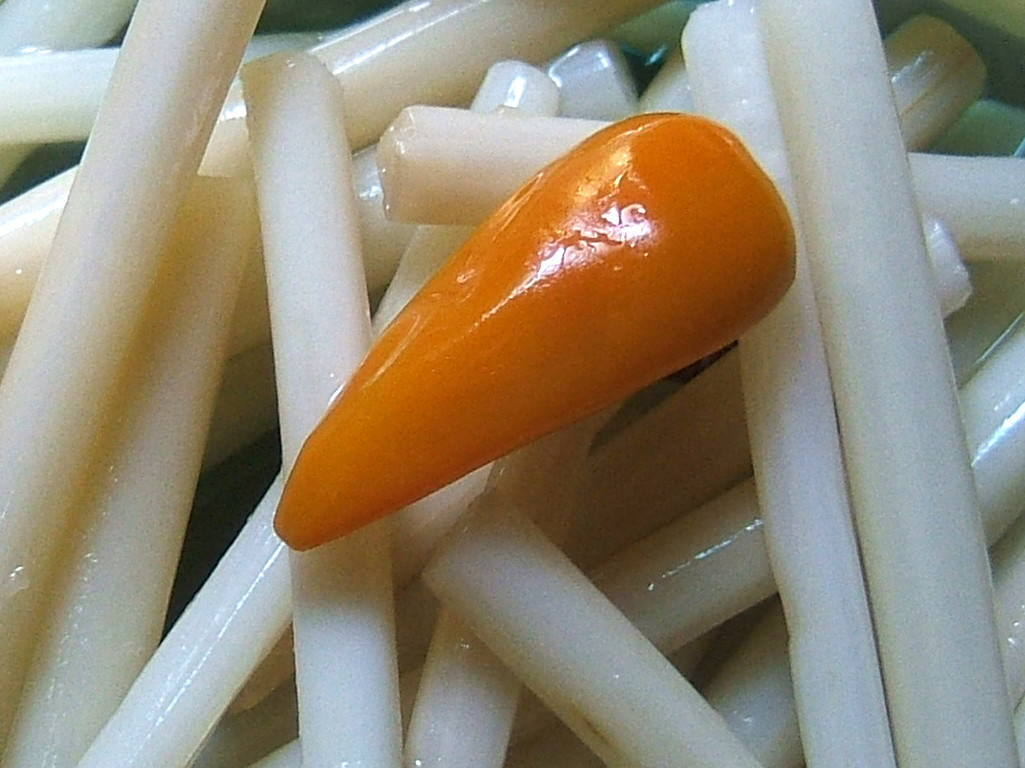
Ngó sen muối chua (nộm ngó sen).

Một số vùng miền Trung Việt Nam (như Nghệ An) còn sử dụng xơ và múi mít xanh để làm món nhút, một sản phẩm dạng dưa muối chua, nổi tiếng là nhút Thanh Chương. Ẩm thực Miền Nam Việt Nam lại rất thịnh hành các loại quả chua (như xoài xanh, cóc xanh) bằm, trộn với ớt bột hoặc ớt tươi, đường, tỏi v.v. Để tạo món tương tự như dưa chua, dùng rất ngon trong các bữa ăn như một đồ nhắm rượu.
Ngoài ra, một số vùng miền ở Việt Nam còn làm các loại mắm với sự kết hợp của các nguyên liệu là hải sản (như tôm sú, cua, ghẹ) với củ kiệu hoặc đu đủ xanh xắt lát mỏng, trút vào lu, hũ để tạo chua. Món kim chi cải thảo, một trong số hàng trăm món kim chi của nền ẩm thực Triều Tiên cũng được làm theo kiểu Việt để trở thành một biến thể của dưa muối chua.

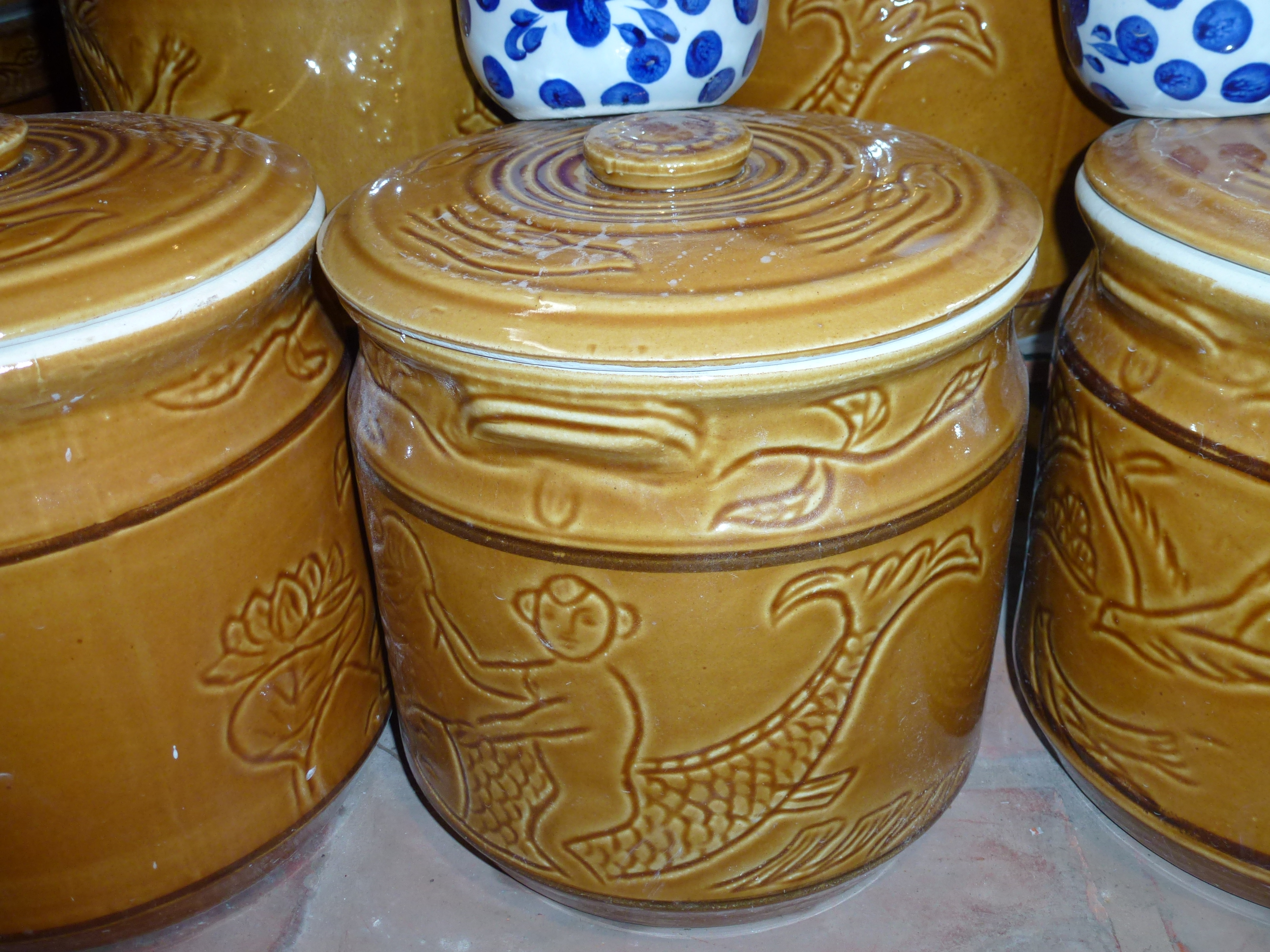
Vại muối dưa bằng gốm Bát Tràng

Dưa cải muối là biến tấu của thể loại dưa muối, trong đó nguyên liệu chủ đạo là dưa cải (cả bẹ), đây là một trong những món dưa muối đặc sản và phổ biến của Việt Nam.

## Thành ngữ
- Tương cà là gia bản: món tương, cà pháo muối chua và rau muống luộc là ba món ăn rất phổ thông đối với người dân nghèo vùng nông thôn Việt Nam. Hũ tương và lọ cà muối được coi là "gia bản", bởi những món ăn này thịnh hành, phổ thông, dễ kiếm, tiện bảo quản cất trữ và sử dụng dài hạn, gia đình nào vùng thôn quê ngày xưa cũng có sẵn trong nhà phòng lúc không đi chợ được.
- Thịt mỡ, dưa hành, câu đối đỏ: các sản phẩm đặc trưng của ngày tết Nguyên đán cổ truyền thường không thể thiếu món dưa hành.
- Ăn xổi ở thì: chỉ những người có sinh hoạt, ăn ở không kiên định, thủy chung, lâu bền, như loại dưa muối xổi thường làm qua loa và sử dụng ngay.

## Thơ
Nguyễn Khuyến có nhắc đến dưa muối trong câu thơ:
Sớm trưa dưa muối cho qua bữa
Chợ búa trầu chè chả dám mua 
Tản Đà Nguyễn Khắc Hiếu khoảng thập niên 1920 có bài thơ rằng:
Muốn ăn rau sắng chùa Hương
Tiền đò ngại tốn, con đường ngại xa
Mình đi ta ở lại nhà
Cái dưa thì khú cái cà thì thâm.
Nữ sĩ Song Khê đọc qua có hoạ lại rằng:
Kính dâng rau sắng chùa Hương
Tiền đò đỡ tốn, con đường đỡ xa
Không đi thời gửi lại nhà
Thay cho dưa khú cùng là cà thâm.